# Amazonides jouanini
Amazonides jouanini är en fjärilsart som beskrevs av François Louis Nompar de Caumont de Laporte 1975. Amazonides jouanini ingår i släktet Amazonides och familjen nattflyn. Inga underarter finns listade i Catalogue of Life.